# Gnaphosa moerens
Gnaphosa moerens är en spindelart som beskrevs av O. Pickard-Cambridge 1885. Gnaphosa moerens ingår i släktet Gnaphosa och familjen plattbuksspindlar. Inga underarter finns listade i Catalogue of Life.